# Kepes Imre
Kepes Imre (Lőrinci, 1908. november 5. – Budapest, 1986. július 2.) külkereskedő, diplomata.

## Élete és munkássága
Asszimilálódott zsidó nagypolgári családba született, ahol a magyar és a keresztény kultúra nagy becsben állt. Édesanyját nyolcéves korában elveszítette, munka nélkül maradt agrárszakember apja egyedül nevelte három gyermekét. A Fasori Evangélikus Gimnáziumban, a legendás Rátz tanár úr növendékeként, az iskola egyik legkiválóbb matematikusaként érettségizett. Fizikusnak készült, de a numerus clausus miatt nem vették fel az egyetemre. Érettségi után motorszerelőnek, majd könyvkereskedőnek tanult. Nagy szociális érzékenységről tett tanúbizonyságot, baloldali művészcsoportok és Kassák Lajos Munka-köre után ifjúmunkásként a munkásmozgalomhoz csatlakozott.
1930-ban, mint a Kommunisták Magyarországi Pártja központi technikai apparátusának vezetőjét letartóztatták és elítélték. Újabb börtönbüntetés elől menekülve, 1932 és 1936 között hamis papírokkal, emigrációban Berlinben, Bécsben, később Londonban, Párizsban élt. A Pireneusokon átszökve, elsők között csatlakozott önkéntesként a Spanyol Köztársaság védelmében a nemzetközi brigádhoz, ahol a magyar zászlóalj kapitányaként szolgált 1936. november és 1939. február között. A vesztes polgárháború után Franciaországban internálták.
1939-ben Mexikó fogadta be a spanyol menekültek egy részét, ő ott élt 1946 júniusáig. Gyári munkásként, később egy gyár főmérnökeként dolgozott. A Mexikói Szabad Magyar Mozgalom alapító tagja, főtitkár-helyettese volt. Ott ismerkedett meg feleségével, aki fiatal kora óta gazdasági emigránsként élt a közép-amerikai országban. 1946-ban hazatértek Magyarországra egyéves kislányukkal.
Itthoni családtagjaik többsége a holokauszt áldozata lett. Kepes Imrét a Rákosi-korszakban, mint „megbízhatatlan nyugati emigránst” bizalmatlanul fogadták. Segédmunkásként dolgozott, később különböző ipari vállalatoknál kapott munkát. Rákosi Mátyás hatalmának megrendülését követően, 1955-ben a spanyol, angol, francia és német nyelven beszélő Kepes Imrét a damaszkuszi, majd a bejrúti kereskedelmi kirendeltségek vezetőjének nevezték ki. Bejrúti szolgálata után két éven át a Külkereskedelmi Minisztérium MSZMP pártbizottságának titkára volt. 1961–1962 között a Társadalmi Szemle című folyóirat külpolitikai rovatát vezette, majd a Buenos Aires-i magyar külképviselet vezetőjének nevezték ki követi, később nagyköveti rangban. Argentína mellett párhuzamosan Bolíviában, Uruguayban, Chilében is akkreditálva volt. 1967-es hazatérése után nyugdíjba vonulásáig (1969) a külügyminisztérium központjában a VII. területi (latin-amerikai) főosztályt vezette. 1986. július 2-án, 77 éves korában hunyt el.

## Családja
Felesége, Kepes Imréné Borda Katalin (1916–2006) a Külügyminisztérium tanácsosa, a Protokoll Főosztály helyettes vezetője volt, diplomáciai protokollt oktatott a Közgazdasági Egyetem diplomata szakán. Lányuk, Kepes Anna (1945), az ELTE Jogi Karán, a Princetoni Egyetemen és a New York-i Egyetemen tanított nyelvtanárként. Fiuk, Kepes András (1948), újságíró, író, egyetemi tanár, televíziós műsorkészítő.
Kepes Imre korábbi kapcsolataiból származó lányai, Michele (1933) Németországban fotóművész, Suzanne (1940) Londonban terapeuta. Bátyja Kepes György (1906–2001) a Massachusetts Institute of Technology (MIT) intézetvezető professzora, képző- és médiaművész, szakíró volt. Dr. Kepes Gyula orvos-tábornoknak (1847–1924), a Ferenc József-földet felfedező osztrák-magyar expedíció orvosának és Kepes Ferencnek (1876–1942), a magyar gnosztikus filozófia iskola vezetőjének rokona.

## Kitüntetései
- Magyar Szabadság Érdemrend bronz fokozat (1947)
- Magyar Partizán Emlékérem (1955)
- Zalka Máté Emlékérem (1956)
- Munkás-Paraszt Hatalomért Emlékérem (1957)
- Dombrowsky Emlékérem (1957)
- Szocialista Hazáért Érdemrend (1967)
- Szocialista Magyarországért Érdemrend (1983).